# Linda Göldner
Linda Göldner (* 4. Mai 1993) ist eine deutsche Grasskiläuferin. Sie wurde 2012 Juniorenweltmeisterin im Riesenslalom, gewann weitere fünf Silbermedaillen bei Juniorenweltmeisterschaften und im Jahr 2009 die Gesamtwertung des Deutschlandpokals. In der Saison 2010 startete sie erstmals im Weltcup.

## Karriere
Im Deutschlandpokal erzielte Göldner schon früh gute Leistungen. Bereits 2004 erreichte die damals Elfjährige den dritten Platz in der Gesamtwertung. In den folgenden beiden Jahren kam sie jeweils auf Platz vier in der Gesamtwertung und 2007 erreichte sie mit ihrem ersten Rennsieg wieder den dritten Gesamtrang. Im Jahr 2008 kam sie mit insgesamt acht zweiten Plätzen auch im Gesamtklassement auf den zweiten Rang und 2009 konnte sie mit fünf Siegen und vier zweiten Plätzen erstmals den Deutschlandpokal für sich entscheiden. 2010 belegte sie mit drei Siegen den dritten und 2011 mit fünf Siegen den zweiten Gesamtrang. Im Jahr 2012 blieb sie ohne Sieg, in der Gesamtwertung wurde sie Vierte.
Am 31. Mai und 1. Juni 2008 bestritt Göldner in Altenseelbach ihre ersten FIS-Rennen. Im jeweils nur sieben Läuferinnen zählenden Starterfeld belegte sie die Plätze vier im Riesenslalom und sechs im Slalom. Ihr erstes internationales Großereignis war die Juniorenweltmeisterschaft 2008 im Juli/August in Rieden. Hier war sie nur im Riesenslalom am Start und kam dabei nur als Letzte der gewerteten Läuferinnen auf den sechsten Platz. Ihre nächsten FIS-Rennen fuhr Göldner im Juni 2009 in Urnäsch. Auch hier kam sie mit Platz fünf im Slalom und Rang sieben im Riesenslalom wieder nur auf den letzten Platz. Gute Leistungen erzielte sie hingegen bei der Juniorenweltmeisterschaft 2009 in Horní Lhota u Ostravy, wo sie im Super-G und in der Super-Kombination zwei Silbermedaillen gewann. An der Juniorenweltmeisterschaft 2010 in Dizin im Iran nahm sie nicht teil.
Ihr Weltcupdebüt gab Göldner am 22. August 2010 im Slalom von Faistenau. Sie wurde jedoch nach einem Torfehler im ersten Lauf disqualifiziert. Einen weiteren Weltcupslalom fuhr sie am 7. August 2011 in Předklášteří, doch auch in diesem Rennen kam sie nicht in die Wertung. Bei der Juniorenweltmeisterschaft 2011 in Goldingen gewann Göldner hinter der Slowakin Barbara Míková die Silbermedaille im Super-G. In allen anderen Wettbewerben schied sie jedoch aus. In der Saison 2012 nahm Göldner an keinen Weltcuprennen teil, doch bei der Juniorenweltmeisterschaft 2012 in Burbach feierte sie erneut große Erfolge: Sie wurde Juniorenweltmeisterin im Riesenslalom und belegte im Super-G sowie in der Super-Kombination jeweils den zweiten Platz hinter der Tschechin Adéla Kettnerová. Im Slalom wurde sie nach einem Torfehler im ersten Durchgang disqualifiziert.

## Erfolge

### Juniorenweltmeisterschaften
- Rieden 2008: 6. Riesenslalom
- Horní Lhota u Ostravy 2009: 2. Super-G, 2. Super-Kombination
- Goldingen 2011: 2. Super-G
- Burbach 2012: 1. Riesenslalom, 2. Super-G, 2. Super-Kombination

### Deutschlandpokal
- 2004: 3. Gesamtwertung
- 2005: 4. Gesamtwertung
- 2006: 4. Gesamtwertung
- 2007: 3. Gesamtwertung
- 2008: 2. Gesamtwertung
- 2009: 1. Gesamtwertung
- 2010: 3. Gesamtwertung
- 2011: 2. Gesamtwertung
- 2012: 4. Gesamtwertung